# Conference Ouest 2003
La Conference Ouest 2003 è stata l'8ª edizione dell'omonimo torneo di football americano.
L'edizione è stata vinta dagli Dockers de Nantes sui Caïmans72 du Mans.

## Squadre partecipanti
| Club                  | Città    | Stadio | Sponsor ufficiale | Risultato nella stagione 2002 |
| --------------------- | -------- | ------ | ----------------- | ----------------------------- |
| Caïmans72 du Mans     | Le Mans  |        |                   |                               |
| Dockers de Nantes     | Nantes   |        |                   |                               |
| Kelted Le Saint       | Le Saint |        |                   |                               |
| Léopards de Rouen     | Rouen    |        |                   |                               |
| Margouillats de Rezé  | Rezé     |        |                   |                               |
| Phénix de Limoges     | Limoges  |        |                   |                               |
| Pionniers de Touraine | Tours    |        |                   |                               |
| Sphinx de Pau         | Pau      |        |                   |                               |
| Vipères de Tonneins   | Tonneins |        |                   |                               |
| Yankees Angers        | Angers   |        |                   |                               |

## Stagione regolare

### Calendario

#### 1ª giornata
| Rezé 11 maggio 2003 | Dockers de Nantes | 32 – 0 | Yankees Angers |  |

| Rezé 11 maggio 2003 | Margouillats de Rezé | 0 – 12 | Kelted Le Saint |  |

| Rezé 11 maggio 2003 | Dockers de Nantes | 36 – 0 | Kelted Le Saint |  |

| Rezé 11 maggio 2003 | Margouillats de Rezé | 6 – 0 | Yankees Angers |  |

| Rezé 11 maggio 2003 | Kelted Le Saint | 24 – 16 | Yankees Angers |  |

| Rezé 11 maggio 2003 | Margouillats de Rezé | 0 – 18 (a tavolino) | Dockers de Nantes |  |

| Rouen 11 maggio 2003 | Léopards de Rouen | 0 – 18 | Caïmans72 du Mans |  |

| Rouen 11 maggio 2003 | Pionniers de Touraine | 0 – 40 | Caïmans72 du Mans |  |

| Rouen 11 maggio 2003 | Léopards de Rouen | 30 – 0 | Pionniers de Touraine |  |

| Tonneins 11 maggio 2003 | Vipères de Tonneins | 14 – 16 | Phénix de Limoges |  |

#### 2ª giornata
| Angers 25 maggio 2003 | Yankees Angers | 20 – 0 | Margouillats de Rezé |  |

| Angers 25 maggio 2003 | Kelted Le Saint | 8 – 30 | Dockers de Nantes |  |

| Angers 25 maggio 2003 | Yankees Angers | 0 – 30 | Kelted Le Saint |  |

| Angers 25 maggio 2003 | Dockers de Nantes | 34 – 0 | Margouillats de Rezé |  |

| Angers 25 maggio 2003 | Kelted Le Saint | 18 – 0 (a tavolino) | Margouillats de Rezé |  |

| Angers 25 maggio 2003 | Yankees Angers | 0 – 66 | Dockers de Nantes |  |

| Le Mans 25 maggio 2003 | Caïmans72 du Mans | 30 – 0 | Pionniers de Touraine |  |

| Pau 25 maggio 2003 | Sphinx de Pau | 24 – 28 | Phénix de Limoges |  |

### Classifiche
Le classifiche della regular season sono le seguenti:
- PCT = percentuale di vittorie, G = partite giocate, V = partite vinte, P = partite perse, PF = punti fatti, PS = punti subiti

#### Girone A
| Pos. | Squadra               | PCT   | G | V | N | P | PF | PS  |
| ---- | --------------------- | ----- | - | - | - | - | -- | --- |
| 1    | Caïmans72 du Mans     | 1.000 | 3 | 3 | 0 | 0 | 88 | 0   |
| 2    | Pionniers de Touraine | .333  | 3 | 0 | 0 | 3 | 0  | 100 |
| 3    | Léopards de Rouen     | .500  | 2 | 1 | 0 | 1 | 30 | 18  |

#### Girone B
| Pos. | Squadra              | PCT   | G | V | N | P | PF  | PS  |
| ---- | -------------------- | ----- | - | - | - | - | --- | --- |
| 1    | Dockers de Nantes    | 1.000 | 6 | 6 | 0 | 0 | 216 | 8   |
| 2    | Kelted Le Saint      | .667  | 6 | 4 | 0 | 2 | 92  | 82  |
| 3    | Yankees Angers       | .167  | 6 | 1 | 0 | 5 | 36  | 158 |
| 4    | Margouillats de Rezé | .167  | 6 | 1 | 0 | 5 | 6   | 102 |

#### Girone C
| Pos. | Squadra             | PCT   | G | V | N | P | PF | PS |
| ---- | ------------------- | ----- | - | - | - | - | -- | -- |
| 1    | Phénix de Limoges   | 1.000 | 2 | 2 | 0 | 0 | 44 | 38 |
| 2    | Vipères de Tonneins | .000  | 1 | 0 | 0 | 1 | 14 | 16 |
| 3    | Sphinx de Pau       | .000  | 1 | 0 | 0 | 1 | 24 | 28 |

## Playoff

### Tabellone
|  | Wild Card             | Wild Card             | Wild Card         |                   |                   | Semifinali        | Semifinali        | Semifinali      |                          |                          | Ouest Bowl VIII | Ouest Bowl VIII | Ouest Bowl VIII |  |
|  |                       |                       |                   |                   |                   |                   |                   |                 |                          |                          |                 |                 |                 |  |
|  |                       |                       |                   |                   |                   | Dockers de Nantes | Dockers de Nantes | 76              |                          |                          |                 |                 |                 |  |
|  |                       |                       |                   |                   |                   | Dockers de Nantes | Dockers de Nantes | 76              |                          |                          |                 |                 |                 |  |
|  |                       |                       | Yankees Angers    | Yankees Angers    | 0                 |                   |                   |                 |                          |                          |                 |                 |                 |  |
|  | Pionniers de Touraine | Pionniers de Touraine | Yankees Angers    | Yankees Angers    | 0                 | 0                 |                   |                 |                          |                          |                 |                 |                 |  |
|  | Pionniers de Touraine | Pionniers de Touraine |                   |                   |                   |                   |                   |                 |                          |                          |                 |                 |                 |  |
|  | Yankees Angers        | Yankees Angers        | 36                |                   |                   |                   |                   |                 |                          |                          |                 |                 |                 |  |
|  | Yankees Angers        | Yankees Angers        | 36                |                   | Dockers de Nantes | Dockers de Nantes | 22                |                 |                          |                          |                 |                 |                 |  |
|  |                       |                       |                   |                   |                   |                   |                   |                 |                          |                          |                 |                 |                 |  |
|  |                       |                       | Caïmans72 du Mans | Caïmans72 du Mans | 0                 |                   |                   |                 |                          |                          |                 |                 |                 |  |
|  |                       |                       |                   | Caïmans72 du Mans | 0                 |                   |                   |                 |                          |                          |                 |                 |                 |  |
|  |                       |                       |                   |                   |                   |                   |                   |                 |                          |                          |                 |                 |                 |  |
|  |                       |                       |                   |                   |                   |                   |                   |                 |                          |                          |                 |                 |                 |  |
|  |                       | Caïmans72 du Mans     | Caïmans72 du Mans | 36                |                   |                   | Finale 3º posto   | Finale 3º posto | Finale 3º posto          |                          |                 |                 |                 |  |
|  |                       |                       |                   | 36                |                   |                   |                   |                 |                          |                          |                 |                 |                 |  |
|  |                       |                       | Kelted Le Saint   | Kelted Le Saint   | 12                |                   |                   |                 |                          |                          |                 |                 |                 |  |
|  | Phénix de Limoges     | Phénix de Limoges     | Kelted Le Saint   | Kelted Le Saint   | 12                | 6                 |                   |                 | Kelted Le Saint (d.g.s.) | Kelted Le Saint (d.g.s.) | 18              |                 |                 |  |
|  | Phénix de Limoges     | Phénix de Limoges     |                   |                   |                   |                   |                   |                 | Kelted Le Saint (d.g.s.) | Kelted Le Saint (d.g.s.) | 18              |                 |                 |  |
|  | Kelted Le Saint       | Kelted Le Saint       | 22                |                   |                   | Yankees Angers    | Yankees Angers    | 0               |                          |                          |                 |                 |                 |  |

|  | Finale 5º posto       |                       |    |  |
|  |                       |                       |    |  |
|  | Phénix de Limoges     | Phénix de Limoges     | 32 |  |
|  | Pionniers de Touraine | Pionniers de Touraine | 0  |  |

### Wild Card
| Nantes 15 giugno 2003 | Pionniers de Touraine | 0 – 36 | Yankees Angers | Stade Michel Lecointre Beaulieu |

| Nantes 15 giugno 2003 | Phénix de Limoges | 6 – 22 | Kelted Le Saint | Stade Michel Lecointre Beaulieu |

### Semifinali
| Nantes 15 giugno 2003 | Dockers de Nantes | 76 – 0 | Yankees Angers | Stade Michel Lecointre Beaulieu |

| Nantes 15 giugno 2003 | Caïmans72 du Mans | 36 – 12 | Kelted Le Saint | Stade Michel Lecointre Beaulieu |

### Finale 5º - 6º posto
| Nantes 15 giugno 2003 | Phénix de Limoges | 32 – 0 | Pionniers de Touraine | Stade Michel Lecointre Beaulieu |

### Finale 3º - 4º posto
| Nantes 15 giugno 2003 | Kelted Le Saint | 18 – 0 (a tavolino) | Yankees Angers | Stade Michel Lecointre Beaulieu |

### Ouest Bowl VIII
| Nantes 15 giugno 2003 | Dockers de Nantes | 22 – 0 | Caïmans72 du Mans | Stade Michel Lecointre Beaulieu |

## Verdetti
- Dockers de Nantes vincitori dell'Ouest Bowl 2003